# Xã Croton, Michigan
Xã Croton (tiếng Anh: Croton Township) là một xã thuộc quận Newaygo, tiểu bang Michigan, Hoa Kỳ. Năm 2010, dân số của xã này là 3.228 người.